# HIGH FLUX
HIGH FLUX（ハイフラックス）は、日本のロックバンド。ザ・チャレンジの「ヤンキーチャレンジ」ことTaiju wadaを中心に、2012年に結成された。所属レコードレーベルはPlay decibel。

## メンバー
Taiju wada（和田大樹）
DJ&ボーカル担当。
hare-brained unityでメイン・コンポーザーを務め、2010年からザ・チャレンジのメンバーとしても活動している。
Kiyoharu Okabe
ボーカル担当。
かつてはFLAMING ECHOのメンバーとして活動しており、当時、hare-brained unityのメンバーとして活動していたwadaとは親交があった。
Akito kagari
ギター担当。
2015年加入。wadaが上京してから初めて出会ったバンドマンであり、その後もwadaが楽曲を制作する際にギターで協力するなど親交があった。
Daisuke Yoshida
ギター担当。
hare-brained unityのメンバー。wadaとは高校時代からの付き合い。
Daisuke Nakazawa
ベース担当。
かつてはザ・ジェッジジョンソンでベースを担当していた。
Osamu Hidai
ドラムス担当。
かつてSchool Food Punishmentでドラムスを担当していた。

### サポートメンバー
ウツミエリ
ドラムス担当。
vivid undressのメンバー。HIGH FLUXがライブを行う際にサポートメンバーとして参加している。

## 来歴
2012年、結成。
2014年6月4日、タワーレコード限定販売のシングル「01」をリリースする。同年12月10日、ミニアルバム『02』をリリースする。
2015年10月7日、ミニアルバム『03』をリリースする。12月19日、『03』発売を記念して、初のワンマンライブを開催する。
2016年12月7日、ミニアルバム『04』をリリースする。

## ディスコグラフィ

### シングル
| 枚  | 発売日       | タイトル | 規格品番 | 備考                   |
| --- | ------------ | -------- | -------- | ---------------------- |
| 1st | 2014年6月4日 | 01       | DQC-1283 | タワーレコード限定販売 |

### ミニアルバム
| 枚  | 発売日         | タイトル | 規格品番  |
| --- | -------------- | -------- | --------- |
| 1st | 2014年12月10日 | 02       | DDCZ-1998 |
| 2nd | 2015年10月7日  | 03       | DDCZ-2050 |
| 3rd | 2016年12月7日  | 04       | DDCZ-2132 |